# Chemurgie
Chemurgie ist ein Zweig der angewandten Chemie, der sich mit der industriellen Verarbeitung land- und forstwirtschaftlicher Produkte und mit der Entwicklung neuer Pflanzensorten für die industrielle Verwendung befasst. Der Begriff war vor allem in der ersten Hälfte des 20. Jahrhunderts gebräuchlich und ist heute trotz zunehmender Bedeutung der industriellen Nutzung nachwachsender Rohstoffe unüblich.

## Entstehungsgeschichte
Den Begriff prägte wohl der Chemiker  William J. Hale im Jahr 1934 in seinem Buch The Farm Chemurgic. Mit der Aussage „Anything that can be made from a hydrocarbon could be made from a carbohydrate“ (einem Zitat, das gern Henry Ford zugeschrieben wird) stellte Hale heraus, dass Pflanzenmaterial hauptsächlich aus den kohlenstoffbasierten Materialien Cellulose, Stärke, Zucker, Öl und Eiweiß besteht und damit leicht als Ausgangsmaterial für chemische Erzeugnisse dienen kann.
Man suchte seinerzeit nach Nutzungsmöglichkeiten für die wachsenden landwirtschaftlichen Überschüsse. Ab den 1920er Jahren engagierten sich einige Amerikaner, wie der landwirtschaftliche Journalist Wheeler McMillen, für eine engere Verbindung zwischen Landwirten und der Industrie. Um 1930 hatte Henry Ford begonnen, landwirtschaftliche Kulturpflanzen auf ihr industrielles Potenzial zu testen, und fand Sojabohnen besonders vielversprechend. Die Roosevelt-Regierung sah das 1935 von Hale gegründete National Farm Chemurgic Council als politische Bedrohung, da es die Politik des US Department of Agriculture infrage stellte.
George Washington Carver war einer der bekanntesten Wissenschaftler in diesem Bereich.

## Belege
1. ↑  William Jay Hale: The Farm Chemurgic: Farmward the Star of Destiny Lights Our Way. The Stratford company, University of California 1934 (Digitalisat bei Google Books).